# Mission Woods
Pour les articles homonymes, voir Woods.
Mission Woods est une municipalité américaine située dans le comté de Johnson au Kansas. Lors du recensement de 2010, sa population est de 178 habitants.

## Géographie
Mission Woods fait partie de l'aire métropolitaine de Kansas City.
La municipalité s'étend sur 0,10 mille carré (0,26 km2), ne comprenant que quatre rues. C'est la plus petite municipalité du comté.

## Histoire
Alexander Johnson construit la première maison de Mission Woods en 1860 ; son père est le révérend Thomas Johnson, fondateur de la mission Shawnee. En 1926, la famille Johnson vend la propriété au country club de Mission Hills. J. C. Nichols rachète la propriété en 1938 pour développer ce quartier boisé (« woods » signifie « bois »).
Mission Woods devient une municipalité en 1949. C'est depuis la plus petite municipalité de son comté, tant en superficie qu'en population.

## Démographie
Selon l'American Community Survey de 2018, la population de Mission Hills est très majoritairement blanche (95 %), avec minorité asiatique (2 %). Son âge médian est de 53 ans, supérieur de 15 ans au reste du pays.
Mission Woods est une banlieue aisée de Kansas City. Son revenu médian par foyer est de 165 000 dollars, largement supérieur au Kansas (57 422 dollars) et aux États-Unis (60 293 dollars). Son taux de pauvreté est de 2,8 %, bien inférieur à l'État (12 %) et au pays (11,8 %),. La ville se démarque par son niveau d'éducation élevé : près de 85 % de sa population de plus de 25 ans dispose au moins d'un baccalauréat universitaire (contre 32,9 % au Kansas et 31,5 % au niveau fédéral),.